# Familjen Bernadotte
Familjen Bernadotte är en dokumentärfilm av Gregor Nowinski, med berättarröst av producenten Cecilia Wanger, om den svenska kungafamiljen Bernadotte. Dokumentärfilmen finns i två versioner: en för den svenska marknaden på sex avsnitt och en för den internationella marknaden på två avsnitt. Dokumentären har även visats i de nordiska länderna, samt Belgien, Nederländerna och Polen.
I Sverige sändes det första avsnittet 29 april 2010 klockan 20.05 på TV4, premiären sågs av 1 075 000.. Varje avsnitt var efter sändningen även tillgängligt via TV4 Play under en vecka. TV4 är en reklamfinansierad tv-kanal, trots detta avbröts dokumentären inte för reklam.
Expressen sålde dvd-versionen av dokumentären under sammanlagt sex veckor med start 4 maj 2010. DVD-versionen består av sex dvd-filmer och varje dvd såldes under två dagar. Tillsammans med varje dvd kom ett häfte om avsnittet. 
I den version som är avsedd för den svenska marknaden handlar de tre första avsnitten om Carl XVI Gustaf, Drottning Silvia och det tredje om kronprinsessan Victoria. De tre sista delarna handlar om kärleken, arvet samt plikt och glädje.

## I Hans Majestäts tjänst
Inför varje avsnitt av Familjen Bernadotte i TV4 sändes 20.00 ett porträtt om dem som arbetar i Kungliga Slottet, sändningstiden för porträtten var två minuter. Medverkande i porträtten var Jochen Fritz, Ebba von Mecklenburg, Liisa Hartikainen, Elisabeth Palmstierna, Göran Alm och Mertil Melin.